# Sophora brachygyna
Sophora brachygyna är en ärtväxtart som beskrevs av C.Y.Ma. Sophora brachygyna ingår i släktet soforor, och familjen ärtväxter. Inga underarter finns listade i Catalogue of Life.